# Azúcar moreno

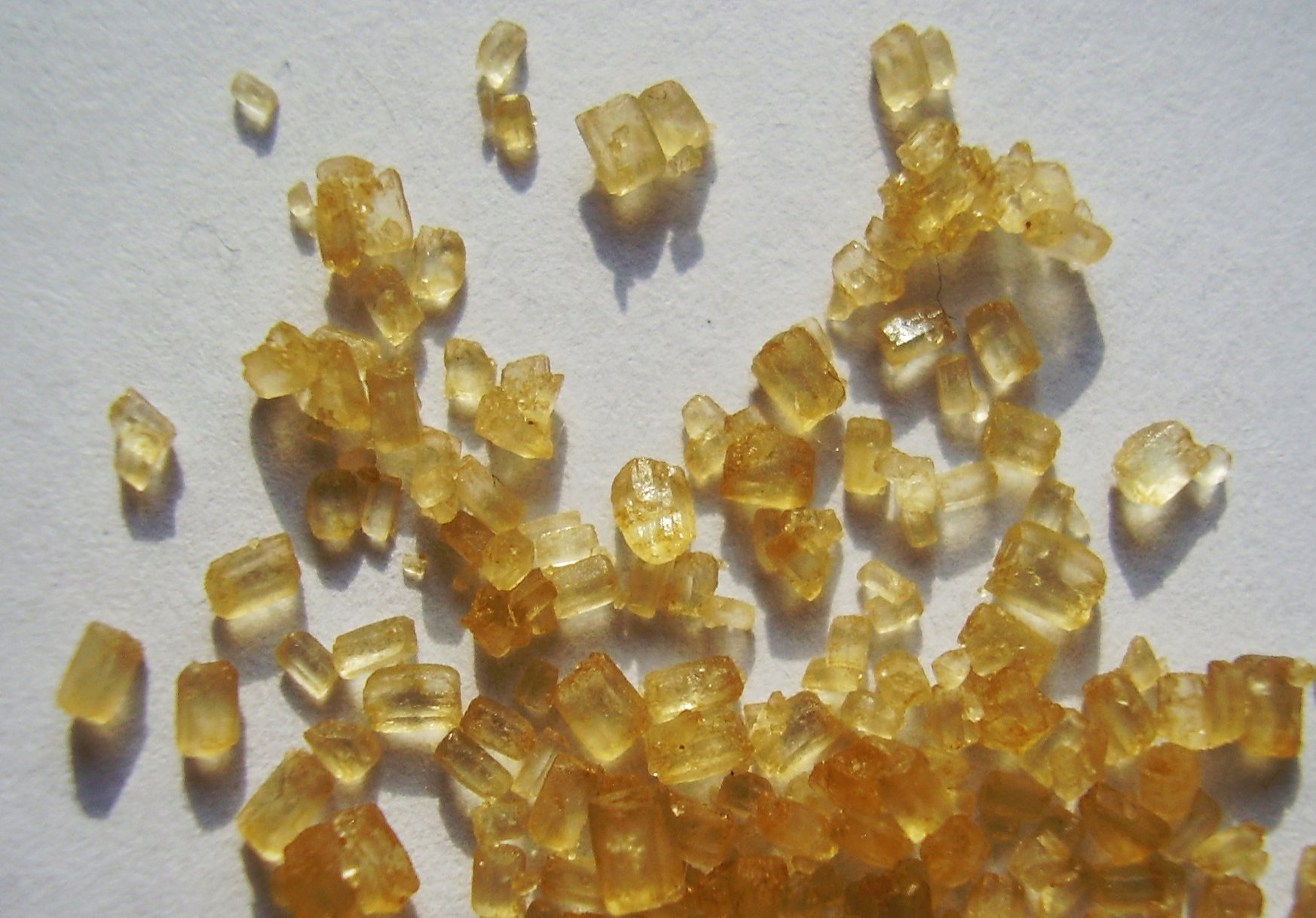
Cristales de azúcar moreno.

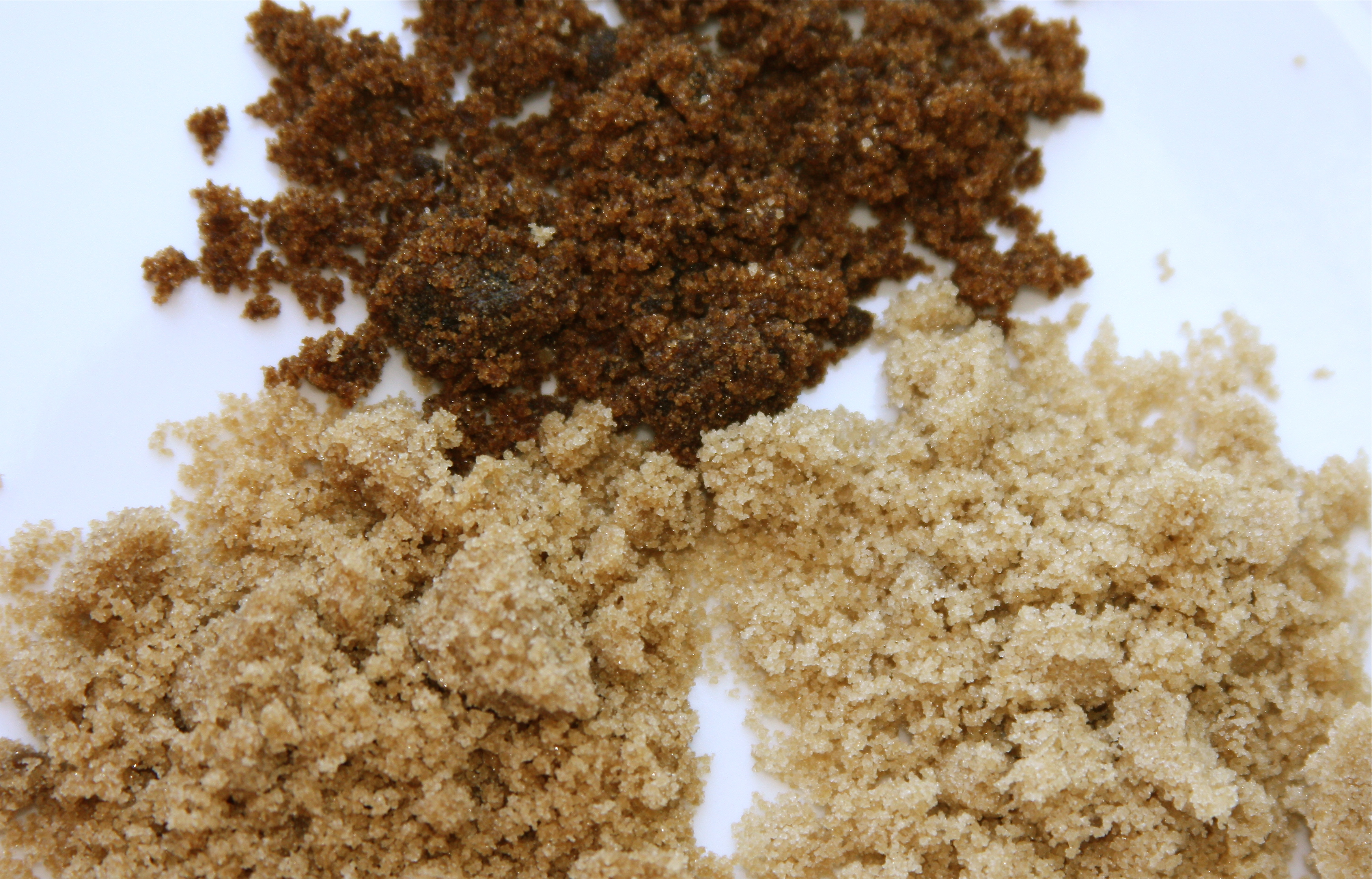
Ejemplos de azúcar moreno: mascabado (arriba), oscuro (izquierda) y claro (derecha).

El azúcar moreno, negro, prieto rubio, o terciado es un azúcar de sacarosa que tiene un color amarillo característico debido a la presencia de melaza. Es un azúcar sin refinar o parcialmente refinado formado por cristales de azúcar con algún contenido residual de melaza o producido por la adición de melaza al azúcar blanco refinado.
El azúcar moreno incluye del 3,5% (azúcar moreno claro) al 6,5% (azúcar moreno oscuro) de melaza. El producto es naturalmente húmedo debido a la naturaleza higroscópica de la melaza, y puede ser procesado para obtener variantes más manejables en los procesos industriales. La adición de tintes y otros productos químicos puede estar permitida en algunas jurisdicciones o procesos industriales.
El tamaño de las partículas es variable pero generalmente menor que las del azúcar blanco granulado. Las variantes para uso industrial (como la repostería) puede estar basadas en el azúcar extrafino, que tiene cristales de aproximadamente 0,35mm.

## Fabricación
El azúcar moreno se suele producir añadiendo melaza de caña a los cristales de azúcar blanco completamente refinado para tener un control preciso sobre la cantidad de melaza presente en los cristales y para reducir los costes.[cita requerida] Esto también permite la producción de azúcar moreno a partir de azúcar principalmente procedente de la remolacha. El azúcar moreno preparado de esta manera es mucho más grueso que su equivalente refinado y su melaza puede separarse fácilmente de los cristales lavándolos para revelar los cristales de azúcar blanco de debajo. Esto no es posible con el azúcar moreno sin refinar, donde la melaza se incluye dentro de los cristales.
La melaza normalmente usada se obtiene del azúcar de caña, debido a que su sabor se suele preferir al de la melaza del azúcar de remolacha, si bien en algunas regiones, especialmente los Países Bajos, se usa la melaza de azúcar de remolacha. El azúcar blanco usado puede proceder de la remolacha o de caña, ya que las diferencias de color y olor serán cubiertas por la melaza.
El azúcar moreno puede elaborarse artesanalmente mezclando azúcar blanco granulado con melaza, a razón de una cucharada de melaza por cada taza de azúcar (un decimosexto o 6,25 % del volumen total). Al mezclar se obtendrá azúcar moreno oscuro; para elaborar el claro deben usarse una o dos cucharaditas por taza.

## Valores nutricionales
El azúcar moreno tiene un contenido calórico ligeramente inferior por peso que el de azúcar blanco gracias a la presencia de agua. Cien gramos de azúcar moreno contienen 373 kilocalorías, frente a las 396 del azúcar blanco. Sin embargo, el azúcar moreno se envasa con mayor densidad que el azúcar blanco gracias al menor tamaño de sus cristales, por lo que puede tener más calorías si se miden por volumen: una cuchara de azúcar moreno tiene 48 kilocalorías frente a las 45 del azúcar blanco.

## Controversia
A finales de los años 1800, una recién consolidada industria del azúcar blanco refinado, que no tenía un control completo sobre la producción del azúcar moreno, lanzó una campaña de descrédito contra este producto, reproduciendo fotografías microscópicas de microbios inofensivos pero de aspecto repulsivo que viven en este producto. La iniciativa fue tan exitosa que, para 1900, el libro de recetas más vendido advertía de que el azúcar moreno era de inferior calidad y susceptible de infección por «un insecto diminuto».

## Azúcar moreno natural

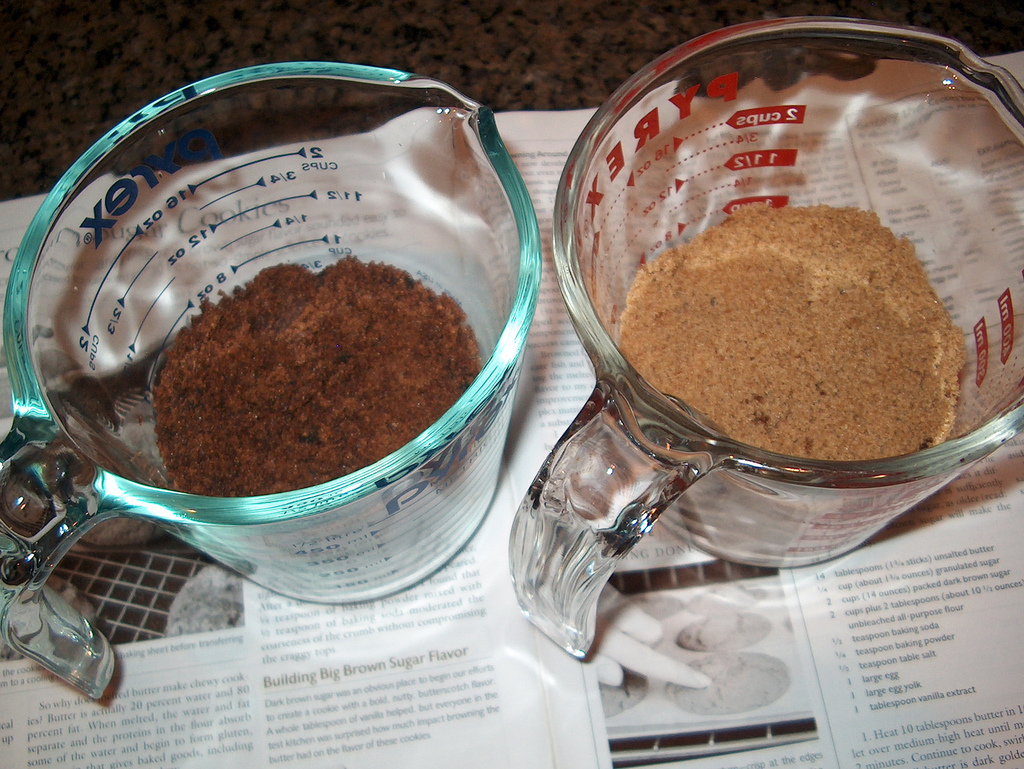
Un vaso medidor con azúcar mascabado (izquierda) y otro con azúcar moreno normal (derecha).

El azúcar moreno natural o simplemente azúcar natural es un azúcar moreno producido en la primera cristalización del azúcar de caña. Contiene más melaza que el azúcar moreno, lo que le otorga un mayor contenido en minerales. Algunos azúcares morenos naturales tienen nombre y características particulares y se venden con nombres como turbinado, mascabado o demerara.
Los azúcares turbinado y demerara se obtienen por cristalización del jugo de azúcar crudo, que se centrifuga para retirar el agua y algunas impurezas.
El mascabado es un azúcar moreno oscuro sin refinar que se produce sin centrifugado y tiene cristales mucho menores que el turbinado. El extracto de caña de azúcar se calienta para espesarlo y entonces se evapora al sol, machacándose para obtener un azúcar húmedo sin procesar que retiene todos los minerales naturales.